# دیوید هسر
دیوید هسر (انگلیسی: David Hesser; january ۱۸۸۴ – ۱۳ فوریهٔ ۱۹۰۸ (aged 24)) ورزشکار واترپلو اهل ایالات متحده آمریکا بود.
وی در مسابقات کشوری و بین‌المللی در مجموع برندهٔ ۱ مدال طلا شده‌است.